# 젤다의 전설 몽환의 모래시계
『젤다의 전설 몽환의 모래시계』(일본어: ゼルダの伝説 夢幻の砂時計, 영어:The Legend of Zelda: Phantom Hourglass)는 닌텐도에서 개발, 출시한 닌텐도 DS전용 게임이다.

## 개요
『젤다의 전설 시리즈』의 한 작. 2006년에 E3에서 공개되었고, 2007년 6월 23일에 발매되었다.
게임의 장르를 펜 액션 어드벤처 게임으로 정의하여 닌텐도 DS 특유의 터치 펜 조작을 전면에 내세우고 있다. 스토리는 닌텐도 게임 큐브 용 소프트 젤다의 전설 바람의 택트의 다음 이야기를 다루고 있다. 캐릭터 디자인도 전작과 마찬가지로 일명 '고양이 눈 링크'로 불리는 애니메이션 형이며, 3D로 그려진 그래픽은 셀 셰이딩 처리가 되어있다. 게임의 흐름 역시 '바람의 택트'와 마찬가지로 일정한 해역을 배로 이동하며 섬에 상륙해 주인공 링크를 직접 조작해 섬과 그 안에 있는 미궁을 탐색한다.
장르의 이름처럼 캐릭터의 이동이나 공격 등 주요 조작을 터치를 통해 하는 것이 큰 특징이다. 버튼은 메뉴 표시 등의 바로가기 기능에 해당되어 있어 내장 마이크 등을 사용하는 이벤트를 제외하면 모든 조작이 터치로 이루어진다.
메모 기능도 특징이다. 본작에서는 닌텐도 DS의 일부 게임들과 마찬가지로 상단에 지도가 표시되는데, 이 지도에 플레이어가 자유롭게 메모를 기입할 수 있다.
본작에서는 전작에 없었던 선박 부품 수집이 추가되어있다. 검의 성장은 있지만, 전작과 달리 방패의 성장은 없으며 수수께기보다 터치 펜을 이용한 액션 요소가 강한 작품이다.
제목에서도 언급되는 "몽환의 모래시계"는 본작에 등장하는 중요한 도구중 하나이다. 이 모래시계는 본작에서 반복적으로 도전하게 되는 "해왕의 신전"에 걸린 침입자의 생명을 빨아들이는 저주를 모래가 내려가는 동안 막아주는 도구이다. 모래시계의 제한 시간 내에 효율적으로 신전을 공략하기 위해 지도 메모기능의 활용이 예상된다.

### 터치 펜 조작
앞서 언급한 대로, 본작에서는 터치 펜을 주요 조작 방법으로 사용하고 있다. 주인공 링크를 이동 시키려면 이동 시킬 방향으로 터치스크린을 눌러주면 이동하며, 적을 공격하려면 단순히 그 적을 터치하면 된다. 여러 아이템을 사용할 때에도 마찬가지로 부메랑을 사용할 때에는 궤적을 화면에 그리면 그대로 부메랑이 이동하는 등 직관적이고 자유로운 조작이 가능하다.
개발 과정에서 기존의 십자 키를 이동에 사용하고 터치 펜 조작을 삭제하는 것도 고려되었으나, 터치 조작에 문제가 없을 뿐만 아니라 터치를 이용한 새로운 아이디어가 계속 만들어져 터치 조작을 사용하게 되었다. 터치 조작 도입은 기존 시리즈 제작에서의 복잡한 작업을 단순화 하고 재미를 잃지 않는 결과를 가져왔다고 아오누마 에이지 프로듀서는 말했다.

### 메모 기능
위에서 언급된 터치 펜을 이용해 지도와 해도에 자유롭게 문자나 도형을 그리고 지울 수 있다. 쓴 메모는 지도 및 해도에 표시되어 플레이어는 메모를 참고하여 게임을 진행할 수 있다. 보스의 방 등 일부 지도에서는 사용할 수 없다.
이전 젤다의 전설 시리즈의 게임들은 수수께기를 해결할 때 기억을 상기해줄 요소를 만들지 않았으나 메모 기능의 도입으로 수수께끼 해결이 수월해졌다.

## 평가
일본에서는 2007년 6월 23일, 북미에서는 동년 10월에 발매되어 2008년 3월까지 일본 내 91만장, 전 세계 413만장 이 판매되었고, IGN과 GameSpy, GameSpot에서 게임 오브 더 이어2007년 DS 부문을 수상하였다.
일본 국내에서 닌텐도 DS의 기존 게임에 비해 성인과 여성 사용자가 많이 구입한 것으로 확인되었다. 클럽닌텐도의 등록자 중 25%가 여성이었으며, 게임 초보자와 신규 유저의 구매도 많았다. 이로 인해 이례적인 장기간동안 안정적으로 판매되었고, 결과적으로 2000년 이후 "젤다의 전설 시리즈"중 일본 국내 최대 판매를 기록, 휴대용 기기로 발매된 젤다 시리즈 중 국내, 해외에서 모두 최다 판매라는 기록을 세웠다.

## 개발
"4개의 검+"의 개발이 끝난 직후 2004년 5월 즈음에 시험 제작형식으로 개발이 시작되었다. DS의 두 화면이라는 특징을 사용하여 "4개의 검+"와 같은 연결 시스템을 이용한 게임을 만들 계획이었다. ("4개의 검 DS"가 발매된다는 정보가 발표 된 적도 있었다.) 그러나 아오누마 에이지의 제안 등으로 인해 DS의 특징을 살린 "새로운 젤다"를 제작하게 되었다고 한다.
"황혼의 공주"와 개발시기가 겹치기도 해 초기 1년동안 5명 정도의 소규모 팀에서 개발이 진행되었다.
개발 초기 손으로 터치 펜을 사용하면서 다른 한 손으로 버튼을 조작하는 방법을 구상했으나 방법이 어렵다는 이유로 터치 펜 만을 이용한 조작방법을 택하게 되었다고 한다. 또 개발자는 터치 펜 조작으로 부메랑을 "조작도 편리하고 새로운 아이템"으로 다시 태어나게 함으로써 터치 조작에 대한 자신감을 얻었다고 한다. 처음에는 개발 완료 버전에 비해 많은 아이템을 포함하고 있었으나 "플레이어에게 새로운 경험을 확실하게 제공할 수 있는 아이템"으로 한정하고 그 수를 줄이기로 했다.
아오누마가 미야모토 전무에게 거의 완성된 작품을 보여주자 "재미있다. 잘 팔릴 것 같다"라고 전화로 말해 황혼의 공주등 과거 젤다 작품 개발 중 있었던 밥상 뒤집기는 없었다고 한다.

### 스태프
이전 시리즈 작품 제작부터 프로그램 등을 담당하고 있던 이와모토가 처음 디렉터로서 참여하였다. 이외의 디렉터로는 캡콤에서 젤다 작품을 제작한 후지마야시 히데마루, 프로듀서로는 아오누마 에이지가 참여했다.
그리고 음악은 바람의 택트의 음악을 담당한 나가타 켄타가 제작했다.
- 디렉터
  - 이와모토 다이키
- 서브 디렉터
  - 후지바야시 히데마로
- 프로듀서
  - 아오누마 에이지
- 총괄 프로듀서
  - 미야모토 시게루
- 음악
  - 나가타 켄타（メインコンポーサー）
  - 토루미 네기시

## 스토리
해적의 우두머리인 소녀 테트라와 동료 그리고 녹색 옷의 소년 링크.
함께 모험하고 있던 그들에게 유령선이 발견되고 테트라가 그곳으로 납치된다. 링크는 그녀를 도우려 유령선으로 뛰지만 바다에 빠져버리고 표류하게 된 섬에서 요정 시에라와 시왕이라는 노인을 만난다.
링크는 테트라를 구하기 위해 그 섬에서 만난 선장 라인백과 함께 유령선을 찾아 모험을 떠나게 된다.

### 전작과의 관계
전작 젤다의 전설 바람의 택트에서 몇개월 후라는 설정으로 게임 시작 직후 전작의 스토리가 간략하게 소개된다. 전작과는 몇명의 등장인물만이 공통으로 전작에 관한 지식은 스토리 진행에 필요하지 않다.
시리즈에 계속 라스트 보스로 등장한 가논 돌프는 전작에서 바다에 수장되기 때문에 줄거리의 일러스트로만 등장한다. 가논 돌프라는 이름도 언급되지 않으며, 마왕이라는 이름으로 설명한다.

## 캐릭터
링크（성우：사치 마츠모토）
본작의 주인공. 녹색 옷을 입고있으며 플로로섬 출신의 12세 소년이다. 이 링크가 게임에 등장하는 것은 총 세번으로 시리즈에 출연한 링크 중 가장 많이 출연했다. (다른 작품은 일부를 제외하고 이름만 링크로 같고 실제로는 서로 다른 링크가 주인공으로 등장한다.) 전작처럼 게임 처음에 자고있다.
시에라（성우：미즈하시 카오리）
쓰러져 있던 링크를 찾은 요정. 옛 기억을 잃었다.
사실 시간과 용기의 정령이며, 베라무의 힘에 의해 기억을 잃었으나 마지막 결전에서 기억을 되찾고 베라무를 이길 능력을 떠올린다.
테트라（성우：타치바나 히카리）
해적의 우두머리를 맡고 있는 갈색 피부의 왈가닥한 소녀. 사실 그녀의 정체는 하이랄 왕국의 공주 젤다공주임이 전작 바람의 택트에서 밝혀졌지만 부하 해적들이 "젤다공주"라 부르는 것이 싫은듯 전과 같이 부르라 요구한다.
라인백
링크와 동행하는 선원. 막대한 보물이 있다는 유령선을 찾고있다. 시리즈 최초의 인간 동행자. 링크를 데리고 배를 조종하는 것에 충실하다. 말버릇은 "이얏호!" 사실 수영을 못한다.
겁이 많아 슬쩍 빠지는 일이 많고 쩨쩨한 성격의 캐릭터로 그려지지만 링크와 모험을 함께하는 동안 마음의 변화가 결국 용기를 보여준다.
이야기 중반, 편지를 통해 협력해주는 링크에게 고맙다고 마음을 전하는 장면이 있다. 또 선박에 침입하는 몬스터를 처치해주면 루피를 주기도 한다.
전용 BGM이 있다.
다음작 대지의 기적에서는 사망하고 등장하진 않지만 그의 손자 라인백3세가나온다. 대지의 기적에서는 전설의 선원이라고 알려진 듯 하다.
시왕
메르카 섬에 사는 수수께끼의 노인. 링크에게 도움을 준다.
전용 BGM이 있다.
정체는 해왕의 분신이고 본체는 베라무에 의해 그 힘을 잃었다. 본체는 꿈꾸는 섬에 등장하는 "바람의 물고기"를 닯은 흰 거대한 고래의 모습이다. 울음 소리는 "바람의 물고기"와 흡사하다.
죠린
여자 해적 (사실 코스프레라고도 알려져 있다.) 라인백의 배를 끈질기게 공격한다. 모습을 보이려 하지 않는 라인백을 공격하기 위해 링크에게 승부를 걸어온다. 후에 라인백과의 관계가 거론되는데... 코스프레에 관심있는 여동생이 있다.
팬텀
해왕의 신전에서 각층마다 순회하고 있는 갑옷 몬스터. 화살로 등을 소는 것 말고 대부분의 공격이 통하지 않는다. 잡히면 몽환의 모래시계의 남은시간이 감소하고 체력에 관계없이 일격에 쓰러진다. 파랑 (일반 팬텀), 빨강 (스프린터 팬텀), 노랑 (다크 팬텀)의 3종류가 있고, 각각 능력이 다르다. 원래는 베라무에 의해 변한 인간.
테리
해상에서 배를 타고 다니며 가게를 운영하고 있다. 다양한 아이템을 판매하고 있다. 금색의 부품 등도 일반적으로 구입 가능. 가면선이 특정 시간에 등장하는데 선내의 가면을 쓴 남자는 언행이나 가면 이외의 외모를 보아 테리가 변장을 한 것으로 추정되지만 게임 속에서 확실한 판명은 없다. 가면선쪽은 폐점세일이라 말한다. 일반적 테리의 배와 판매하는 물건은 다르지 않지만 하트그릇은 한번만 구입할 수 있다.
테리와 가면선은 "바람의 택트"에 등장한 캐릭터이다. 또 테리와 닮은 인물이 "이상한 모자"의 하이랄 마을에서 장사를 하고 있다.
포춘
불의 섬에 사는 젊은 여성 점쟁이. 링크가 불의 섬에 온 이유를 간파하고 하인 카시즈쿠의 죽음을 예견하는 등 그녀의 예지 능력은 꽤 영험한 것 같다.
몬스터를 피해 점술관의 숨겨진 방에 숨었다가 링크에 의해 구출된다. 그리고 불의 섬에서 일어난 이변의 원인은 불이 신전에 있다고 깨닫고 거기로 향하도록 링크에게 조언한다.
불의 신전을 클리어 한 후 그녀의 점술관에 방문하면 다음 목적지를 예견해주는데 이때 "덥석 말할 거에요. (ガブリと言うわよ)"라는 말은 호소키 카즈코의 "한마디로 말할 거에요. (ズバリ言うわよ)"에서 온것으로 추정된다.
일명 고양이 눈 링크 시리즈의 등장 인물로는 드물게 손발이 길다.

### 던전 보스
화염환술사 블레이즈 (火焔幻術師 ブレイズ)
마도사와 비슷한 모습의 보스. 화염 공격을 주 무기로 사용하며 3마리의 분신으로 나누어졌을 때는 무적 상태이다. "힘의 정령"을 지키는 불의 신전 보스.
용권마공어 후오쿠타 (竜巻魔空魚 フーオクタ)
회오리를 이용해 하늘을 나는 거대한 문어. 토네이도 등 바람을 이용한 공격을 사용한다. 생김새가 전작의 "옥타 락"과 비슷하다. "지혜의 정령"을 지키는 바람의 신전의 보스.
갑각거대종 레야도 (甲殻巨大種 レヤード)
화려한 색채를 가진 거대한 소라게. 움직임은 느리나 방어력이 높고, 특정 행동을 하지 않으면 공격이 통하지 않는다. "용기의 정령"을 지키는 용기의 신전의 보스.
지옥사자매 큐바스 (地獄四姉妹　キュバス)
유령선을 지키는 4마리의 유령. 유령선 내부 감옥에서는 동료인 듯 등장하지만 후에 유령선의 보스로 밝혀진다. 빔과 에너지 포를 이용해 공격하는 것이 전작의 팬텀 가논과 비슷하다.
중기동개룡 본고론고 (重機動鎧竜　ボンゴロンゴ)
화염 방사와 돌진 공격이 특징인 공룡과 흡사한 모습의 보스. 행동 패턴이 전작의 도돈고와 흡사하다. "진홍색 강철"을 지키는 고론 신전의 보스.
빙염쌍두용 구리오쿠 (氷炎双頭竜　グリオーク)
파란색과 빨간색의 두 머리를 가진 용. 파란색의 머리는 냉기를, 빨간색 머리는 화염을 이용해 수중에서 공격을 한다. "푸른 강철"을 지키는 얼음의 신전의 보스.
고대거암병 오이스 (古代巨岩兵　オーイス)
고대 문명이 남긴 암석의 거인. 화면 시점이 다른 보스와 다르게 동적이다. 짓밟기나 퍼지는 형태의 화살 등 광범위한 공격이 많아 공격을 피하기 어렵다. "심록의 강철"을 지키는 무토의 신전의 보스.
몽환마신 베라무 (夢幻魔神 ベラムー)
해왕의 신전 깊숙한 곳에 자리 잡고 있는 거대한 몬스터. 본작의 최종 보스이다. 본작의 무대가 되는 세계의 수호자인 해왕의 힘의 근원, "포스"를 흡수, 세계 지배를 계획할 때, 상당한 힘을 가지고 있는 젤다공주, 즉 테트라를 노려 유령선으로 그녀 앞에 나타났다. 포스를 먹는 존재이기 때문에 보통의 검으로 이길 수 없다. 겉모습은 식인 꽃의 입에 눈이 있고 작은 눈이 달린 여러 다리가 달린 모습. 그 검은 다리를 이용해 공격한다. 약점인 눈은 "몽환의 스피어"를 이용해 시간을 멈춘 뒤 공격할 수 있다. 유령선과 결합해 제 2의 형태, 라인백의 등에 달라붙어 팬텀같은 제 3의 형태로 변신해 공격한다.

## 아이템
시왕의 검
시왕의 창고에서 얻은 검. 처음 입수하게 되는 무기이다.
방패
전방에서 몬스터의 공격을 막아주는 방패. 만물상에서 팔고 있다. 몇몇 몬스터에게 먹히면 다시 구입해야 하지만 먹은 몬스터를 공격하면 다시 얻는 경우도 있다.
부메랑
화면에 궤도를 그리면 그린 궤도를 따라 날아간다. 아이템을 옮기거나 횃불을 다른 곳으로 옮길 수 있다. 적에게 맞히면 일정 시간 기절한다.
폭탄
바위 등을 부술 수 있는 폭탄. 사용할 때에는 설치할 지점을 터치하면 된다. 사용할 때 자신이 공격 받지 않도록 주의가 필요하다.
활
시리즈에서 친숙하게 나오는 활과 화살. 하지만 다른 작과 다르게 불꽃, 얼음, 빛의 화살은 존재하지 않는다. 링크를 터치한 후 발사할 방향으로 터치하면 직선으로 날아간다. 팬텀의 등에 맞추면 잠시 기절시킬 수 있다.
찍폭탄
쥐의 모습을 가진 자체 추진형 폭탄. 터치 펜으로 그린 경로를 따라 달려 경로의 끝에 도착했을 때나 몬스터, 장애물에 부딪치면 폭발한다. 작은 구멍에 들어갈 수 있다.
갈고리
특정 지점에 줄을 걸어 이동할 수 있는 아이템. 말뚝과 말뚝 사이에 줄을 걸어 다리처럼 이동하거나 로프를 고무줄처럼 이용해 반동으로 이동할 수 있다. 바위나 항아리들을 걸어 파괴할 수도 있다. 닭들을 걸면 일정 시간 기절한다. 부메랑처럼 아이템을 가져오는 것이 가능하고 일부 적의 장비를 뺏어 올 수 있다.
해머
공중에 떠있어 (시에라가 들고 있다.) 원격 조작이 가능하다. 조금 떨어진 곳에서 녹슬어 움직이지 않는 스위치나 점프대를 칠 수 있다. 오랫동안 터치하고 있으면 커져 강력하게 공격할 수 있다. 방어가 강한 적이라도 이것을 사용하면 편리하게 처리할 수 있다. 팬텀을 유인하거나 기절시키는데 사용할 수 있다.
삽
지면이 흙이나 모래이면 팔 수 있다. 숨겨진 아이템, 숨겨진 아지트를 발견하거나 바람구멍을 열고 닫을 수 있다.
몽환의 모래시계
들어온 자의 체력을 빼앗는 저주에 걸린 해왕의 신전에서 일정시간 데미지를 안 받게 해주는 아이템. 처음에는 10분이지만 다른 신전의 보스를 쓰러뜨려 모래를 입수하면 시간이 조금씩 늘어난다. 한번 내려간 모래는 효과가 없고 사용된 모래는 태양빛을 받아야 효과가 다시 생긴다고 한다. 모래가 다 내려가면 성역에 있지 않을 때 데미지를 받기 시작한다.
몽환의 검
심록, 감청, 심홍 세종류의 강철로 만들어진 칼과 몽환의 모래시계가 합쳐진 검. 지금까지 쓰러뜨릴 수 없었던 팬텀을 쓰러뜨릴 수 있다. 베라무와의 최종전에서 몽환의 스피어를 받으면 잠시 동안 시간을 멈출 수 있다.

## 던전
본작의 던전은 유령선을 제외하고 모두 이름이 '○○의 신전'으로 되어 있다.
| 레벨 | 던전        | 층수          | 지역        | 획득 아이템                | 보스                |
| ---- | ----------- | ------------- | ----------- | -------------------------- | ------------------- |
| 1    | 불의 신전   | 5 (1F - 5F)   | 불의 섬     | 부메랑                     | 화염환술사 블레이즈 |
| 2    | 바람의 신전 | 3 (B2 - 1F)   | 바람의 섬   | 폭탄                       | 용권마공어 후오쿠타 |
| 3    | 용기의 신전 | 5 (B1 - 4F)   | 몰데 섬     | 활                         | 갑각거대종 레야도   |
| 4    | 유령선      | 4 (B3 - 1F)   | 북서쪽 바다 | 없음                       | 지옥사자매 큐바스   |
| 5    | 고론의 신전 | 5 (B4 - 1F)   | 고론 섬     | 찍폭탄                     | 중기동개룡 본고론고 |
| 6    | 얼음의 신전 | 5 (B2 - 3F)   | 얼음의 섬   | 갈고리                     | 빙염쌍두용 구리오쿠 |
| 7    | 무토의 신전 | 7 (B4 - 3F)   | 유적 섬     | 해머                       | 고대거암병 오이스   |
| 8    | 해왕의 신전 | 14 (B13 - 1F) | 메르카 섬   | 해도(항해도,바다지도(海圖) | 몽환마신 베라무     |

- 고론의 신전, 무토의 신전, 얼음의 신전은 순서에 상관 없이 공략이 가능하다.
- 해왕의 신전은 초기부터 진행하나 스토리의 진행 (아이템 입수)에 따라 깊은 층으로 들어가게 된다.
- 바람의 신전과 유령선은 전작에도 등장하지만 이름만 같을 뿐, 완전히 다른 구조의 던전이다.

## 지역
본작의 세계에는, 십자 형태로 나누어진 4개의 해역과 여러 섬이 있다.
일부 섬의 이름은 해도의 도법의 이름에서 유래했다. (메르카 섬은 메르카토르 도법에서 유래하였다.)
| 북서쪽 바다                                                                                                | 북동쪽 바다                                                                                 |
| --- | ------------------------------------------------------------------------------------------- |
| - 사우즈 섬 (サウズの島) - 보눈 섬 (ボヌン島) - 이름 없는 섬 (名も無き島) - 바람의 섬 (風の島)             | - 메이즈 섬 (メイズ島) - 사자의 섬 (死者の島) - 유적 섬 (遺跡島)                            |
| 남서쪽 바다                                                                                                | 남동쪽 바다                                                                                 |
| - 메르카 섬 (メルカ島) - 모르데 섬 (モルデ島) - 대포 섬 (大砲島) - 불의 섬 (火の島) - 사당 섬 (ほこらの島) | - 호리호리 섬 (ホリホリ島) - 얼음 섬 (氷の島) - 고론 섬 (ゴロン島) - 두에스 섬 (ドゥエス島) |

### 항해
각 해역의 섬에 있는 항구에 입항이 가능하고, 항해를 통해 항구에서 항구로 이동한다.
초기에는 스토리의 시작점인 메르카 섬이 있는 남서쪽 바다만 항해가 가능하며 스토리가 진행됨에 따라 새로운 해도를 획득해 다른 해역으로 이동이 가능하다.
- 해도에 선을 그으면 배가 그대로 나아간다. 중간에 배를 정지시키거나 선을 다시 그어 이동할 수 있다.
- 도중에 적이 나오는데, 스토리 진행 중 획득하는 대포로 공격하거나 피할 수 있다. 초기부터 등장하는 몬스터는 점프로 피할 수 있다.
- 상인이나 여행자, 해적, 죠린(스토리 진행이 조금 된 후에 등장)의 선박이 항해하고 있다.
  - 해적이나 죠린의 배에게 발견되면 쫓기면서 공격을 받게 되고 배가 가까워 지면 선내로 침입해 일반 던전처럼 링크가 직접 공격해 쓰러뜨릴 수 있다. (여행자의 배에 몬스터가 타고 있을 때 링크가 올라타면 전투 상태가 된다.)
  - 해적선은 대포로 공격해 침몰시킬 수 있지만, 죠린의 배는 불가능하고 도망만 갈 수 있다.
- 배가 데미지를 받아 배의 하트 게이지가 없어지면 침몰하고 게임 오버된다. 배의 부품을 시리즈로 모아 교체해서 배의 HP를 향상시킬 수 있다. 부품교체는 메르카 섬의 조선소에서 가능하다.
- 해도에 표시되지 않은 섬이 있고 그 섬에 접근하면 (화면에 표시되는 정도가 아닌 일정 거리만큼 접근해야 한다.) 라인백이 섬을 확인, 해도에 표시되어 입항이 가능해 진다.
- 몇몇 장소에서 황금 개구리에게 "나침반"을 얻을 수 있다. 정해진 특정 모양을 그리면 정해진 장소로 이동할 수 있다. 죠린이나 몬스터로부터 도망치거나 빠른 이동을 할 때 편리하다.
- 후에 크레인을 배에 설치하면 해도의 X표시위에서 크레인을 내려 보물을 탐색, 인양할 수 있다. 보물 상자를 열거나 삽으로 특정 지점을 파 보물 지도를 발견하면 해도에 X표시가 생긴다.

크레인도 암초나 몬스터에게 닿으면 데미지를 얻으며 데미지를 일정 이상 받으면 파손된다. 조선소에서 유상으로 수리가 가능하다. 스토리 중반에서는 스토리 진행에 반드시 필요한 용기의 신전 열쇠를 인양하는데 사용된다.
- 후에 낚시대를 얻으면 낚시를 할 수 있다. 대어를 낚아 낚시대의 소유자인 인어 사냥꾼에게 가면 아이템 등을 받을 수 있다.
- 해역에도 보스가 있으며 대포를 이용해 퇴치하는 이벤트가 여러번 발생한다. 그 예로는 바람의 섬에 입항하기 전에 나오는 대포 괴물을 들 수 있다. 이 기능은 전작에서 항해의 지루함을 조금 개선하였다.

## 대전 모드
본작에서는 1인용 본편 외에 2인용 대전 모드가 수록되어 있다. 공격 측 플레이어는 링크를 조종해 맵에 표시되어있는 삼각형 물체, "포스"를 더 많이 자신의 진영에 가져야 한다. 방어 측 플레이어는 3마리의 팬텀을 조종해 이동할 루트를 정하고 링크를 공격해야 한다.
닌텐도 와이파이 커넥션을 이용한 대전에서는 국내, 해외의 누군가, 국내의 라이벌, 해외의 라이벌 중 하나를 선택할 수 있다.

### 도중 통신 절단 대책
- 악의적 통신 중단을 방지함으로써 새로운 '심리적 대책이 이루어지고 있다.
자세한 내용은 닌텐도 Wi-Fi 커넥션문서(일어) 와 닌텐도 와이파이 커넥션문서를 참고.

## 공략집
- 젤다의 전설 몽환의 모래시계 더 컴플리트 가이드 (ゼルダの伝説 夢幻の砂時計 ザ・コンプリートガイド) ISBN 9784840239981 - 카도카와 그룹（발매일: 2007년 8월 9일）
- 닌텐도 공식 가이드 북 젤다의 전설 몽환의 모래시계 (任天堂公式ガイドブック ゼルダの伝説 夢幻の砂時計) ISBN 9784091063793 - 소학관（발매일: 2007년 8월 9일）
- 젤다의 전설 몽환의 모래시계 퍼펙트 가이드 (ゼルダの伝説 夢幻の砂時計 パーフェクトガイド) ISBN 9784757737129 - 엔터 브레인（발매일: 2007년 8월 9일）
- Nintendo DREAM 닌텐도 게임 공략집 젤다의 전설 몽환의 모래시계 (Nintendo DREAM 任天堂ゲーム攻略本 ゼルダの伝説 夢幻の砂時計) ISBN 9784839925703 - Nintendo DREAM 편집부（발매일: 2007년 8월 9일）

## 만화판
소학관의 잡지에 만화 버전이 게재되었다. 2009년 3월에 단행본이 발매. (ISBN 978-4-09-149609-6) 집필은 소학관의 잡지에 연재된 "젤다의 전설" 시리즈의 만화와 마찬가지로 아키라 히메카와가 담당했다.
만화의 스토리는 히메카와의 다른 만화처럼 게임을 기본으로 하나 유령선 클리어 (게임 중반) 이후의 스토리는 단축, 단순화되어 있다.
링크
일인칭은 "나 (おいら)"로 성실하고 정의감이 강하나 약간 얼빠진 모습으로 등장한다. 연령때문인지 죠린에 대해서 직언을 하며 이때문에 시에라에게 지적을 받는다.
테트라
성격은 게임판과 동일하며 게임에서는 이렇다 할 활약이 없었으나 만화판에서는 큐바스와의 배틀에서 젤다 공주의 영체로 등장하고 큐바스의 마법을 튕겨낸다. 베라무와의 최종전에서 라인백을 지휘해 응전했다. 프롤로그에 따르면 검술은 링크와 대등하다.
히메카와는 "바람의 택트" 만화를 그린 적이 없어서 테트라를 그리는 것은 이번이 처음이다.
라인백
만화에 과거 관련 이야기가 등장하고 유령선 등 관련 내용이 변경되었다. 원래 어떤 해적단의 단원이었으나 보물을 위해 유령선에 침입하고 큐바스의 함정에 빠졌을 때 동료를 버리고 혼자 도망갔다. 이로 인해 동료들을 모두 잃고 후회하며 이로 인해 다른 사람들과 깊은 관계를 맺지 않는다. 과거와의 결판을 위해 유령선을 찾고 있었으며 링크를 도운 것도 이 때문이다. 링크의 행동과 설득에 마음을 움직여 베라무에게 몸을 빼앗겼을 때 의식을 되찾고 링크의 도움이 없었다면 베라무와 같이 죽으려 하는 등 겁 많은 자신 답지 않은 행동을 하면서 성격도 바뀌고 마음도 성장했음을 보여준다.
시에라
기억 상실에 관한 설정이 변경되어 그녀의 힘인 "몽환의 스피어"이외의 기억은 베라무가 봉인 한 것이 아닌 해왕이 기억을 분리 시킨 것으로 되어있다. 기억을 되찾은 이후 몸 색깔이 분홍색에서 노란색으로 변했다는 언급이 있지만 만화의 표지에는 어떤 이유에서인지 하늘색으로 되어있다.
시왕
성격 설정이나 스토리는 게임과 같다. 링크가 용사임을 알고 있었으며 이 세계에 방문하기를 기대하고 있었다고 추정하게 하는 장면이 있다.
게임의 프롤로그에서 니코가 하고 있던 "바람의 택트" 그림 연극을 대신 하거나 첫 등장시 "신들의 트라이포스" 줄거리를 그림 연극으로 아이들에게 보여주는 장면이 있다.
죠린
게임에서는 확실히 언급이 없었으나 만화에서는 3년 전 항해 중 몬스터에게 습격당했을 때 라인백이 전력으로 싸우는 모습을 보고 (사실 도망치려다 방항을 잘못 잡아 몬스터와 충돌했다.) 호의를 품게 되었다. 이 일로 라인백의 해적단에 들게 되었으나 앞에 서술한 대로 라인백은 유령선에서 도주하고 (이 부분에서 유령선에서 라인백이 동료를 버린 사건이 3년 전 임을 알 수 있다.) 후에 재회했을 때 라인백을 "변변찮은 놈"이라 부른다. 링크의 부탁을 받고 최종 결전에서 라인백과 함께 협력했다.
베라무
게임에서는 전혀 대사가 없었으나 만화 판에서는 중반 이후 대사가 등장, 포스틑 "사람을 위해 사용될 때" 가장 강하게 힘을 발한다는 것을 알고 라인백을 이용한다.
전투시의 모습 변화가 게임과 달리 처음에 게임에서 최종 형태인 라인백에 달라 붙은 모습으로 등장, 일시적으로 링크를 압도하지만 깨어난 라인백의 저항과 시에라의 시간 정지를 틈탄 링크의 공격에 쓰러진다. 그러나 몽환의 검으로 공격을 받지 않았기 때문에 완전히 소멸되지 않고 해왕의 모습으로 돌아온 시왕을 공격하려 하지만 라인백과 죠린의 포격을 받고 몽환의 검을 손에 든 링크의 대회전 베기를 받아 완전히 소멸 한다.
큐바스
게임속 유령선의 보스인 "지옥사자매 큐바스" 만화에서는 한 몸으로만 등장하고 약점을 안 링크에게 패배한다.